# Ferien in der Hölle (1961)
Ferien in der Hölle (Originaltitel: Vacances en enfer) ist ein französisches Kriegsdrama aus dem Jahr 1961. Der Film stellt die Adaption des 1955 erschienenen Romans Dieu reconnaîtra les siens (deutsch „Gott wird die Seinen erkennen“) des Schriftstellers Jean Bommart dar.

## Handlung
August 1944. Der junge Soldat André Bourges (Michel Subor) ist schon seit langem auf der Flucht. Er ist seit Russland unterwegs und entkam auch der SS. Von allen Seiten verfolgt, trifft er in den Pyrenäen auf die Familie artel. Monsieur Martel leidet unter Herzinfarkten und seine Frau, eine ehemalige Opernsängerin sorgt sich um die beiden Kinder Catherine und Jean. Catherine verliebt sich in André und verspricht ihm, ihn zur Grenze nach Spanien zu bringen...

## Rezeption
„Melodramatische Widerstandsgeschichte, durch hohltönende Lebensphilosophie und eine banale Liebesgeschichte um die angestrebte Ernsthaftigkeit gebracht.“